# Troupes de marine
Les troupes de marine (TDM) sont une composante de l'Armée de terre française qui comprend plusieurs armes : infanterie, artillerie, cavalerie blindée, transmissions, génie et une spécialité troupes aéroportées (parachutiste).
Leur filiation remonte aux compagnies ordinaires de la mer créées par le cardinal de Richelieu en 1622. Si au départ elles dépendent du secrétariat d'État de la Marine (les « troupes de la Marine ») ou des Colonies (les troupes coloniales), elle passent plusieurs fois à celui de la Guerre. En 1958, les troupes coloniales sont appelées troupes d'outre-mer, puis renommées troupes de marine et forment désormais une subdivision au sein de l'Armée de terre.
Les troupes de marine se sont professionnalisées progressivement depuis 1969 et sont régulièrement engagées dans les opérations extérieures. Destinées aux opérations amphibies et outre-mer, elles ont été, et sont toujours, de tous les combats de l’armée française.

## Historique

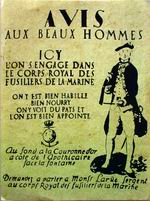
Affiche de recrutement sous Louis XV.

### Origine
Renommées « troupes d'outre-mer », puis « troupes de marine » au démantèlement de l'Union française (1958), elles trouvent cependant leur origine dans les compagnies ordinaires de la mer, créées en 1622 par le cardinal de Richelieu. Ces compagnies sont destinées à être embarquées sur les navires royaux pour y servir l'artillerie et participer aux abordages et autres combats navals. Elles sont également chargées de la défense et de la garde des ports. Même si l'artillerie de la Marine dispose d'effectifs relativement faibles — bombardiers et canonniers constituent une élite choyée — au regard de ceux de l'infanterie de la Marine (fusiliers et grenadiers), c'est elle qui sera l'élément déterminant des troupes de la Marine, étant chargée du service des pièces des vaisseaux, aux côtés des marins canonniers des classes, comme de leur conception et de leur fabrication dans les arsenaux, sous les ordres d'officiers de marine. Aux XVIIe et XVIIIe siècles, elles constitueront les compagnies franches de la marine qui essaimeront essentiellement en Nouvelle France (particularité : la troupe est recrutée en Europe et les officiers sont recrutés sur place, d'où une excellente connaissance du milieu local).
Décimées comme le reste de la Marine pendant la guerre de Sept Ans, ces troupes seront mêlées à l'Armée de terre sous les ministères Choiseul et, après leur émancipation à la fin des années 1760, conserveront dans leurs rangs un grand nombre d'officiers issus du ministère de la Guerre, ce qui se reproduira pour compenser les pertes lors de la guerre d'indépendance américaine. Il s'ensuivra une évolution des mentalités dans les troupes et une séparation de plus en plus prononcée vis-à-vis des marins des équipages et de leurs officiers. Une tentative de rapprochement des deux corps des vaisseaux et des troupes est effectuée en 1786 avec les compagnies de canonniers matelots, mais l'expérience sera peu concluante.

Convention graphique inchangée depuis 1871

### XIXesiècle
Au XIXe siècle, l'expansion coloniale conduit les marins et les soldats de marine à combattre côte à côte comme en Asie du Sud-Est, dans le Pacifique et l'Afrique de l'Ouest. Les troupes de marine ont pour tâches essentielles d'assurer la présence française dans les colonies d'Asie, d'Afrique et d'Amérique.
L'intermède révolutionnaire est marqué en 1792 par la séparation définitive entre les troupes de marine reconstituées et les équipages des vaisseaux. L'épopée napoléonienne déclinante voit l'emploi récurrent des premières en tant qu'unités d’infanterie de ligne. Après le licenciement général des unités impériales, sous la Restauration, c'est respectivement en 1818 et 1822 que sont créées l’artillerie de marine et l’infanterie de marine (surnommées respectivement les « bigors » et les « marsouins », une appellation qui naît au XXe siècle). À partir de 1831, ces deux armes ne servent plus à bord des vaisseaux — désormais presque exclusivement armés par les divisions d'équipages de ligne, mais à terre, dans les nouveaux territoires conquis et administrés par la France et dans la défense des grands ports de guerre métropolitains.
Les diverses opérations coloniales ou extérieures entreprises par la monarchie de Juillet, essentiellement conduites par la Marine et ses troupes, conduisent à la « réhabilitation » et à l'accroissement de ces dernières en 1846. La révolution de 1848 mène par économie à leur réduction draconienne. La guerre de Crimée les voit, aux côtés des équipages de la flotte, s'illustrer durant le siège de Sébastopol en servant les pièces d'artillerie lourde (pour constituer une artillerie de siège) opportunément débarquées des vaisseaux sous les ordres de l'amiral Charles Rigault de Genouilly.
Remises à l'honneur à partir de 1855, et retrouvant leurs effectifs de 1846, elles vont s'illustrer pendant toutes les expéditions du Second Empire.
En 1870, artillerie et infanterie de marine sont pour la première fois regroupées dans une même grande unité : la division Bleue du général de Vassoigne, ainsi nommée en raison de la tenue bleue de ces soldats, ce qui les différenciait des troupes de ligne qui portaient un pantalon garance. Après la guerre de 1870, elle participe à la construction du second empire colonial de la France,

### Transformation en troupes coloniales

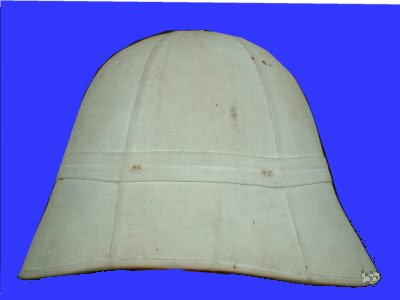
Casque des troupes coloniales.

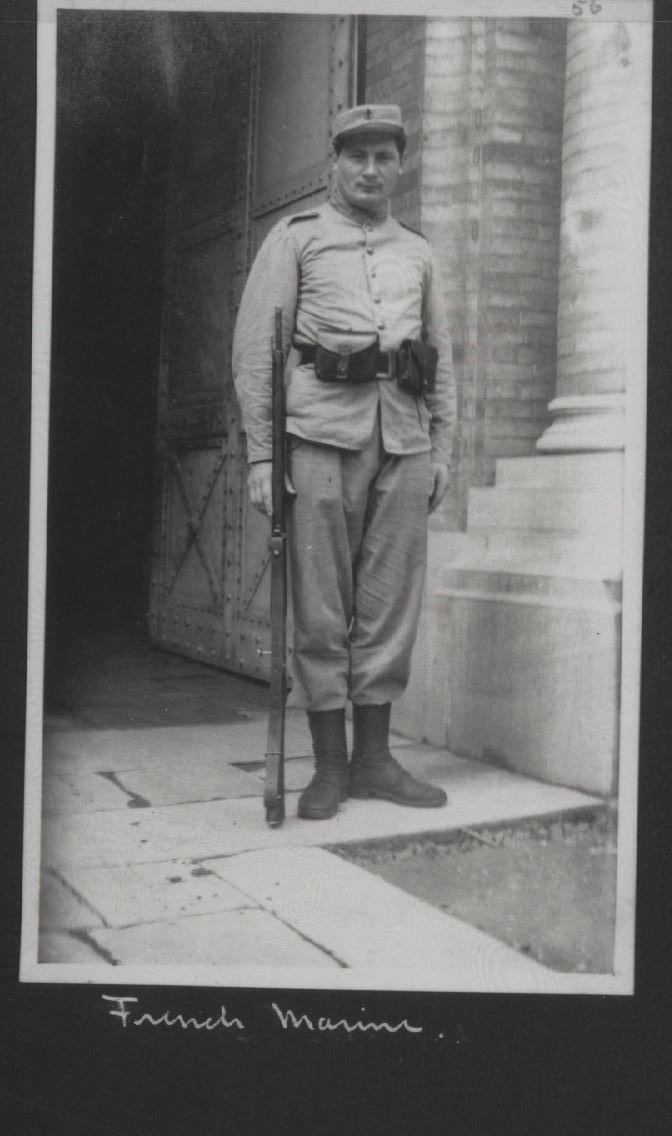
Un soldat de marine français en Chine vers 1919.

Dans les années 1890, le ministère des Colonies est séparé de celui de la Marine. Se pose alors la question du rattachement des troupes de la Marine, qui ne servent pratiquement plus qu'aux colonies. Elles sont finalement rattachées en 1900 (par la loi du 7 juillet 1900) au département de la Guerre et prennent le nom de troupes coloniales. La Direction des troupes coloniales (huitième direction du ministère) est créée et le général Pierre Famin en est le directeur de 1900 à 1907 (puis au cours de la Grande Guerre). Ces troupes coloniales sont composées de deux entités distinctes: un corps d'armée colonial entretenu en métropole, composé d'Européens et professionnalisé, qui détache par petits paquets selon le « tour colonial » des militaires aux colonies où ils sont utilisés soit en unités « blanches » (la tendance sera de réduire progressivement le nombre de celles-ci), soit pour l'encadrement de troupes indigènes recrutées sur place (tirailleurs, cipayes…). L'une des grosses difficultés auxquelles est confronté ce système est l'entretien à la fois des compétences militaires permettant de faire une guerre classique européenne (en tant que corps d'armée constitué, et même dédoublé à la mobilisation en 1er et 2e corps colonial) et, au contraire, de s'adapter aux conditions très spécifiques des opérations coloniales, qui varient en outre d'une colonie à l'autre. Il sera parfois à cause de cela fait état de la « schizophrénie » de l'armée coloniale. Les deux types de troupes coloniales participent aux première et deuxième guerre mondiales ainsi qu'aux guerres d’Indochine et d'Algérie.
Le service constructeur de l'artillerie de la Marine, qui conçoit et fabrique les canons des navires de guerre, dont le personnel fait partie intégrante de l'artillerie coloniale lors de la séparation de 1900, est laissé « pour emploi » à la Marine nationale. Face à l'écart de plus en plus marqué entre l'utilisation de l'artillerie de campagne aux colonies et la conception industrielle de pièces de marine dans les arsenaux métropolitains, les officiers d'artillerie coloniale plus attirés par la fabrication donnent naissance en 1909 aux ingénieurs de l'Artillerie navale, corps de la Marine qui fusionnera avec celui du Génie maritime (constructions navales) pendant la seconde guerre mondiale.
Pendant les deux conflits mondiaux, elles participeront à toutes les campagnes avec un héroïsme qui deviendra légendaire. Le drapeau le plus décoré de l'Armée française est celui du régiment d'infanterie coloniale du Maroc (RICM), ainsi que le drapeau du 2e RIMa qui lui porte le plus grand nombre de noms de fait d'armes de l'Armée française. Les combats liés à la décolonisation que les politiques n'avaient pas vue venir verront l'engagement des troupes coloniales en Indochine, Algérie et Madagascar. Après 1962, les opérations extérieures en Afrique seront conduites par les troupes de marine et la Légion étrangère qui étaient les seules à disposer de soldats engagés. Ce sera encore le cas au Tchad au Liban puis en ex-Yougoslavie avant que les troupes métropolitaines se mettent elles aussi à recruter des engagés. La suspension du service militaire obligatoire, progressive de 1997 à 2001, permettra à l'ensemble des troupes de l'Armée de terre de participer à ces actions.

### Fin des troupes coloniales et recréation des troupes de marine

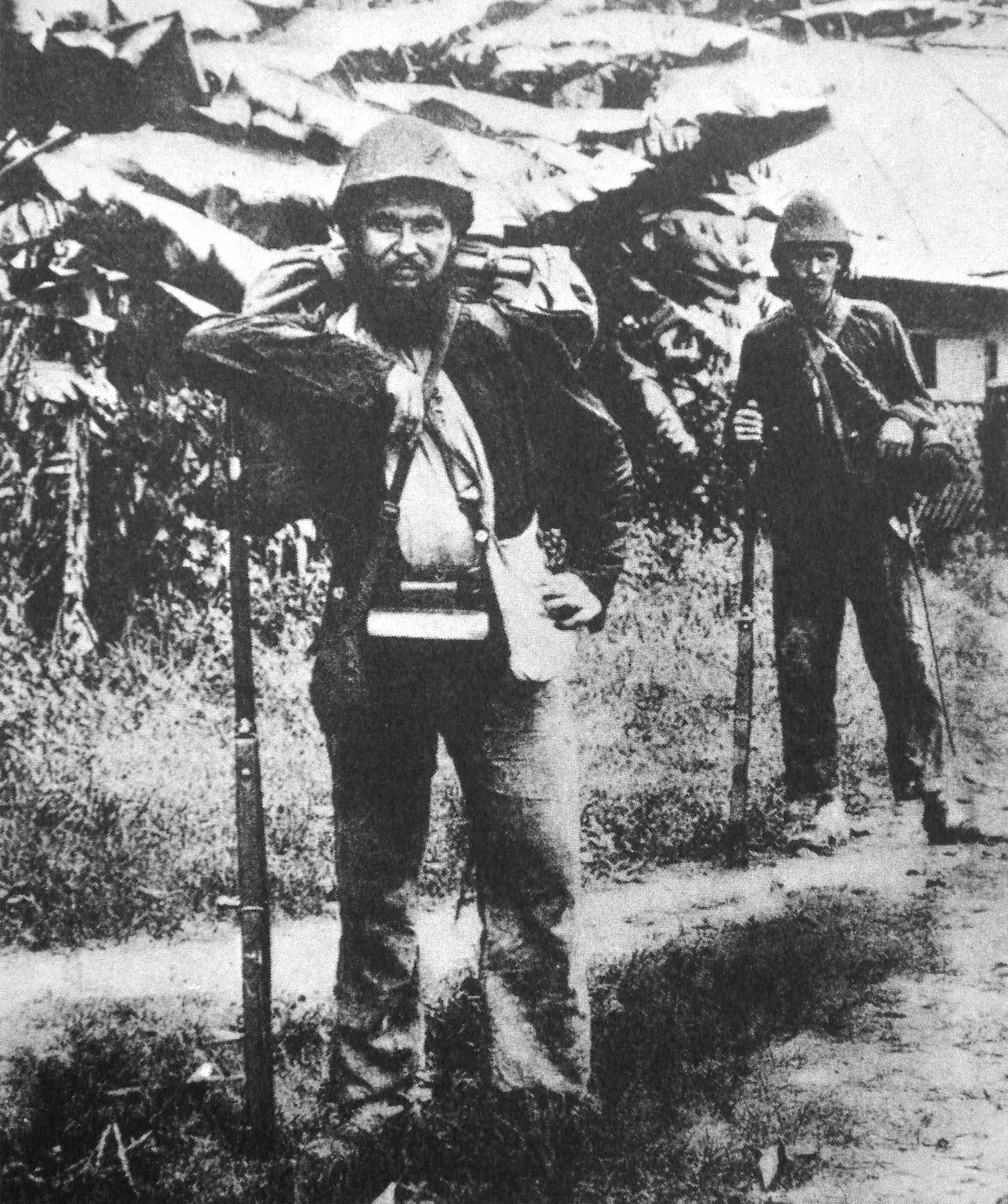
Troupes de la Marine au Tonkin (Indochine française) en 1888.

En 1967 est créée, au sein de l’Armée de terre, la composante des troupes de marine par la fusion de l’infanterie et de l'artillerie coloniale. Sa mission est de mettre en place rapidement des moyens de défense et d’intervention dans des territoires géographiquement éloignés de la métropole et d'assurer une présence continue des forces françaises dans la France d'outre-mer ainsi que dans certains pays alliés.

## Symboles

### Traditions

#### La fête des troupes de marine
Les troupes de marine ont pour saint patron Dieu (au même titre que l'infanterie a saint Maurice).[réf. nécessaire] Leur devise est " Et au nom de Dieu, vive la coloniale". À l'origine de cette expression, est le père Charles de Foucauld, officier français, ermite, prêtre, missionnaire, et saint catholique, qui, un jour qu'il était en difficulté avec une population autochtone vit arriver à son secours les unités coloniales. Il s'exclama heureux « Et, au nom de Dieu, vive la coloniale ! », soulagé de voir ses sauveurs. Les coloniaux n'avaient pas hésité à accourir à son secours à partir du Soudan français (AOF ou AEF), en franchissant la frontière avec l'AFN. La fête de l'arme des troupes de marine a lieu le 31 août et le 1er septembre, anniversaire de la bataille de Bazeilles (division bleue). Le « 31 août » est l'occasion du rassemblement de l'ensemble des unités à Fréjus où l'on trouve le musée des troupes de marine. Le 1er septembre, les amicales d'anciens combattants organisent la cérémonie à Bazeilles dans les Ardennes.

### L'ancre d’or
Objet de marine connu depuis la plus haute Antiquité, l’ancre apparaît sur les uniformes des marins français dès la fin du XVIIIe siècle. Les troupes de marine l’adoptent au même moment et c’est aujourd'hui leur unique signe distinctif :
- 1772 : une ordonnance royale prévoit le port de l'ancre sur les tenues du corps royal de la Marine ;
- 1900 : l’ancre est portée par l’infanterie coloniale ;

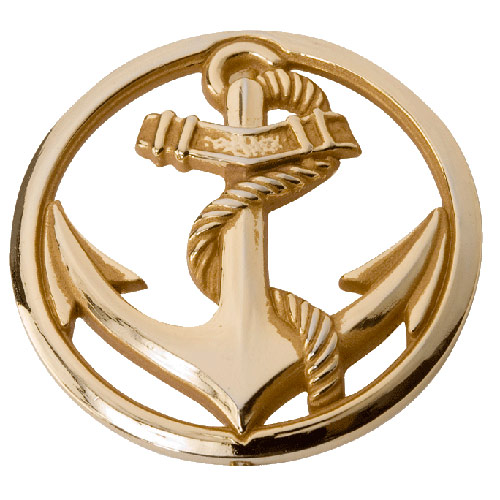
Insigne de béret des troupes de marine.

- 1916 : les bigors adoptent l'ancre surchargée de la grenade (symbole des troupes d’élite) ;
- 1919 : tous les officiers portent l'ancre d'or au képi ;
- 1920 : l’ancre entrelacée d'un câble devient l'insigne commun des troupes coloniales ;
- 1933 : les artilleurs ne portent plus la grenade ;
- 1935 : l’ancre figure seule sur les brassards des officiers d’état-major coloniaux ;
- 1939 : un texte officiel précise que l'ancre est entrelacée d'un câble en S renversé ;
- 1945 : l’ancre est sur tous les attributs du soldat de marine ;
- 1953 : homologation d'une ancre dite de tradition, par le service historique de l'Armée de terre ;
- 1962 : création du béret des troupes de marine, réglementé par l'intendance ;
- 1985 : ancre dite de tradition et imposée pour l'homologation des fanions.L'ancre des troupes de marine (cavalerie, parachutiste et infanterie de marine)

L'ancre des troupes de marine (cavalerie, parachutiste et infanterie de marine)

Depuis l'Ancien Régime, cette ancre des « troupes de la Marine », devenues « troupes coloniales » puis « troupes d'outre-mer » avant de s'appeler « troupes de marine », a été représentée de diverses manières. Avec ou sans câble, avec ou sans numéro d'unité, avec ou sans bombarde, avec ou sans grenade, associée ou pas à une chimère… l'ancre s'impose toujours comme le symbole d'une culture d'arme, liée entre autres au rêve d'aventure, aux lointains horizons, à la connaissance de l'étranger bref, à l'image des soldats d'élite appelés par devoir sur tous les points du globe. Flottant sur les drapeaux et les fanions, portant haut sur les couvre-chefs et les tenues, l'ancre accompagne le soldat du désert comme celui de la jungle, sur toutes les latitudes du globe. Ainsi, elle s'associe naturellement à l'iconographie du domaine colonial puis à celle de l'outre-mer.

### Képi puis épaulettes de tradition
Le képi est remis solennellement aux jeunes engagés. Il est porté par les cadres lorsqu'une autre coiffure n'est pas prescrite. Il porte l'ancre, symbole de l'arme. Il est de couleur bleu nuit et non noir. Quand il n'est pas sur la tête, on ne le place jamais de façon à en montrer la coiffe, mais l'ancre à l'endroit, dans le bon sens et en avant. Son entretien doit être fait avec soin : jugulaire nette, visière horizontale.
Les épaulettes de tradition sont d'or pour les officiers et les sous-officiers, de laine jonquille pour les militaires du rang de l'infanterie de marine (« marsouins ») et rouge pour l'artillerie de marine (bigors). Elles étaient autrefois celles de l'infanterie légère (métropolitaine) et de l'artillerie. L’arme des troupes de marine est la seule, avec la légion étrangère, à posséder un logo qui lui soit propre. Ce signe distinctif se retrouve de plus en plus tant dans les publications, que sur les matériels dérivés.

### Éperons d’or
Les officiers de l’infanterie de marine « montés », c'est-à-dire servant dans une unité utilisant des chevaux, ou actuellement des véhicules blindés, 1er RIMa) ou pratiquant l'équitation ont le privilège de porter des éperons d'or. La tradition veut que la reine Victoria d'Angleterre ait demandé cette faveur pour eux à l'empereur Napoléon III pour honorer l'arme, après la bataille de Balaklava en Crimée (1854) où l’infanterie de marine sauva l'armée britannique de la destruction.

### La cravate
La cravate est de couleur noire dans toutes les tenues, en mémoire des « marsouins » et « bigors » tombés au champ d'honneur (Bazeilles). Ceci est une légende : la cravate noire faisait partie de l'uniforme d'ordonnance des compagnies de la Marine. Les « marsouins » et « bigors » ont gardé cette pièce vestimentaire. La cravate noire est un élément de la tenue de toute l'armée française. L'armée de terre porte une cravate noire depuis 1980, avant cette date la cravate était marron clair. La Légion Étrangère porte une cravate verte.

### Marsouins, bigors et biffins
À l'origine, l'infanterie de marine était destinée à la défense des navires de guerre. Quand fut créé le corps des fusiliers marins ils devinrent de simples passagers et les marins les comparèrent aux marsouins, ces cétacés qui suivaient les bateaux. Pour certains, le mot « bigor » est un quolibet qui désigne les artilleurs de marine depuis qu'ils ont quitté l'artillerie embarquée et qu'ils s'accrochent aux rochers comme des bigorneaux ; pour d'autres, c'est l'évolution de « bigues dehors », ordre d'ouvrir les sabords pour utiliser les canons.
Les « marsouins » et les « bigors » appellent « biffin » les militaires des autres armes (la « biffe »…). L'appellation est née au XIXe siècle quand marins, « marsouins » et « bigors », fiers de leur tenue impeccable (dont ils étaient propriétaires), reprochaient aux soldats de l'Armée de terre d'être habillés comme des chiffonniers (Biffin en argot). Sans doute par égard spécial pour leurs vieux compagnons de route et de combats de tous les champs de bataille, « marsouins » et « bigors » n'ont cependant jamais appelé ainsi les Légionnaires. Le terme de Biffin a évolué avec le temps et après la première guerre mondiale il était devenu synonyme de fantassin métropolitain (à l'exception des chasseurs), le « biffin » étant considéré comme un militaire de seconde zone.

### Le calot

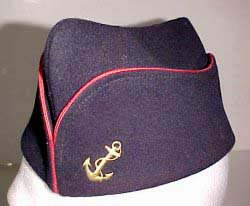
Calot des troupes coloniales.

Apparu chez les cavaliers scythes il y a plus de 2 000 ans, le bonnet de police est issu des premières coiffures portées par les dragons au début du XVIIIe siècle. Il en conserve la dénomination « à la dragonne » jusque sous la Restauration, vers 1830. Les bonnets apparaissent très tôt également dans les vieilles troupes de marine puisqu'ils figurent sur les gravures du XVIIIe siècle.
Par la suite, le bonnet de police, évolue rapidement vers le calot et la flamme n'est plus que simulée par un passepoil rouge. En effet, en 1897, l'Armée de terre adopte un bonnet de police dit « de forme serbe » puisqu'il copie le modèle de cette armée. En 1899, les troupes de marine adoptent à leur tour ce modèle qui devient le bonnet de police.
Pour se distinguer des composantes de l’armée, les Coloniaux prirent l'habitude de rentrer les pointes du calot : le « pipoter ». C'est donc le calot « pipoté » du caporal-chef Pécro, qui reçut à Nice le 9 avril 1945 la croix de la libération décernée par le général de Gaulle.
Les bonnets de police réglementaires ou de fantaisie (calots) des Troupes de marine ont été coupés dans un drap bleu marine (bleu horizon en 1914-1918 puis kaki avant 1939) bordés ou passepoilés rouge et ornés d'une ancre de marine, le plus souvent en métal (rouge pour la troupe avant la Seconde Guerre mondiale, dorée par la suite). L'ancre de marine peut aussi être brodée ou, plus rarement, découpée dans la feutrine. Lors de l'adoption du bonnet de police modèle 1946 par l'ensemble de l'Armée de terre, les coloniaux continuent de porter l'ancien modèle qu'ils avaient adopté durant la seconde guerre mondiale. Le bonnet de police est porté jusqu'en 1961. Il est alors remplacé par le béret mais il reste la coiffure des rassemblements « de tradition », depuis que les anciens s'y rendent coiffés du calot en dotation de leur temps. Fin 2016, le bonnet de police ou calot est de nouveau autorisé pour le service courant.

### Le béret rouge
Le béret amarante fut distribué aux Parachutistes français libres du SAS en août 1944, au 2e RCP et lors du défilé du 11 novembre 1944, ce régiment porta pour la première fois cette coiffure avec l'insigne du SAS. Mais ces parachutistes appartenaient à l'armée de l'Air. En 1945 les trois régiments de chasseurs parachutistes (RCP) furent versés dans l'armée de Terre métropolitaine. Ils adoptent alors un béret bleu qui devient commun pour les unités paras de la "Métro". En Indochine, la demi brigade SAS de l'Infanterie métropolitaine conserva cette coiffure, qui fut reprise par la 1re Demi Brigade Coloniale de Commandos Parachutistes en 1948. Le béret amarante, qui a été généralisé à tous les parachutistes en Indochine en 1951 par le Général de Lattre, devient de rigueur pour les troupes aéroportées (T.A.P) de l'Armée de terre en septembre 1957. Le béret bleu devient alors celui del'ALAT. Le béret vert, couvre-chef officiel à leur création en 1948 des unités paras la Légion (1er et 2è BEP) commence à apparaître en 1952. Il se généralise en Algérie en 1956-1957 (1er et 2è REP). Il devient commun à toutes les unités de la Légion en 1959. 

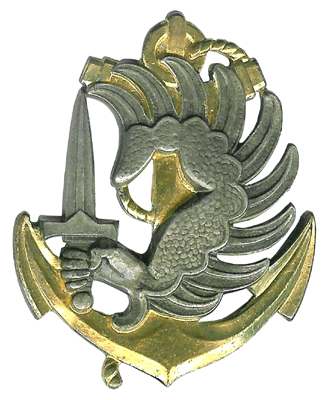
Insigne de béret des parachutistes TDM.
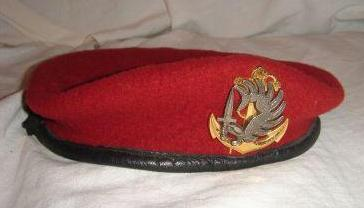
Béret rouge (amarante) des parachutistes TDM.
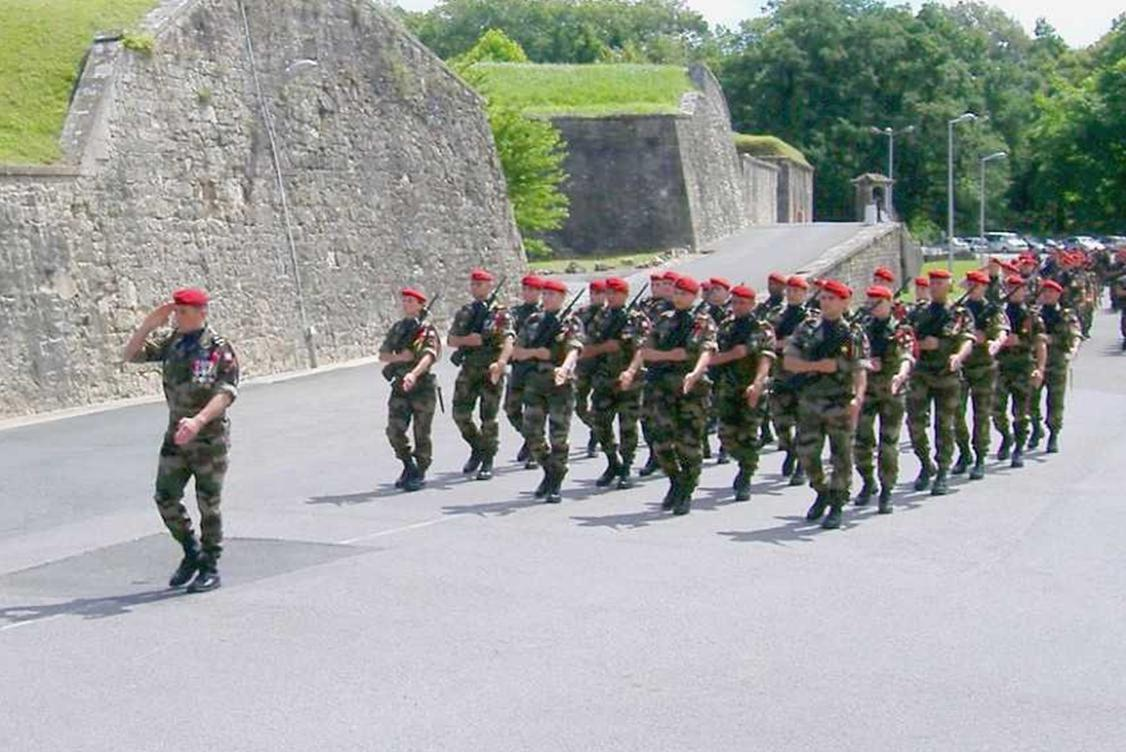
Les compagnies du 1er régiment de parachutistes d'infanterie de marine en 2008 à Bayonne.
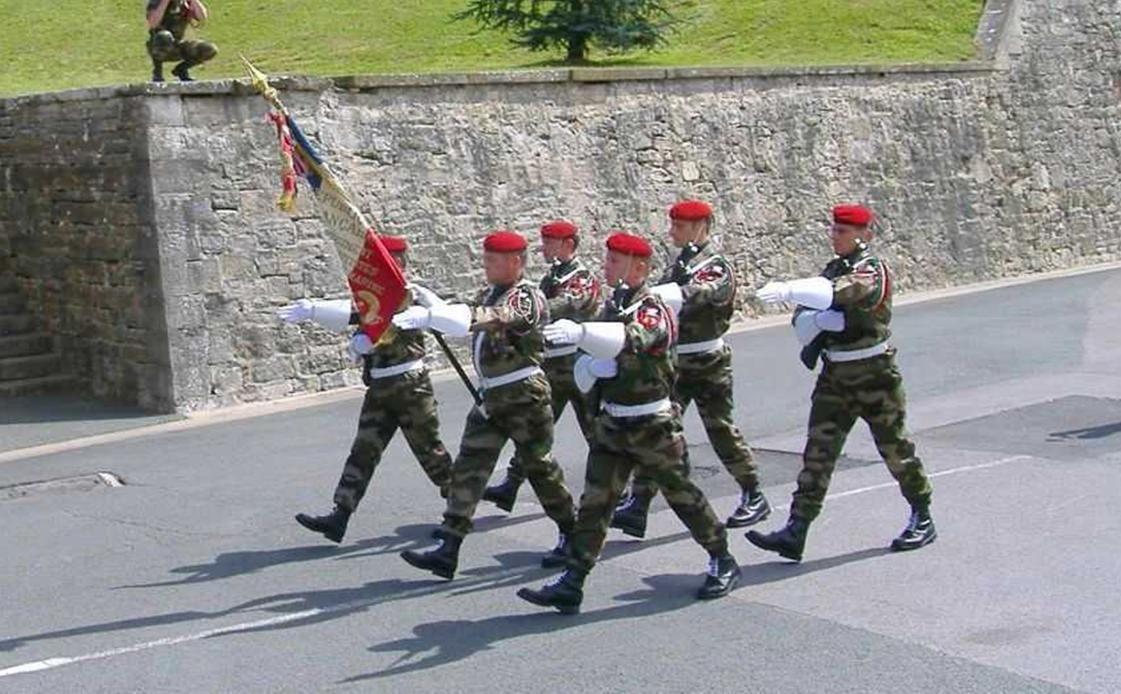
Garde du drapeau du 1er régiment de parachutistes d'infanterie de marine le 11 novembre 2008 à Bayonne.

### Particularité
La particularité de cette composante est de regrouper diverses armes et spécialités : infanterie, cavalerie, artillerie, transmissions (l'ancien corps des télégraphistes coloniaux), génie (compagnies de travailleurs), service de l'intendance, service du matériel et des bâtiments, le SMB (le génie et les deux services ont aujourd'hui disparu) et la spécialité parachutiste. Ces spécialités sont représentées dans la composante des « Troupes de marine » comme les deux premières le sont dans la « Légion étrangère » (cette dernière comporte en plus des unités du génie) ; alors qu'elles forment chacune une composante distincte dans le reste de l’Armée de terre. Il en découle que cette composante n'a pas d'école en propre (ce qui prouve que ce n'est pas une arme) : ses fantassins sont formés à l'école de l'infanterie, ses artilleurs à l'école d'artillerie, etc. Il en résulte des facilités d'osmoses d'une subdivision de l'arme à l'autre (par exemple : chaque régiment d'infanterie de marine a toujours possédé quelques cadres spécialistes en artillerie, en blindés, en transmissions, etc. et de même pour les unités d'artillerie et de blindés...).
Les troupes de marine ont perdu progressivement leurs régiments du génie puis leurs services (intendance et SMB) à la suite de la décolonisation, comme le 17e régiment colonial du génie, puis le 71e bataillon colonial du génie ainsi que le Bataillon Autonome Colonial du Service du Matériel. Actuellement comme pour la 9e BIMa, le 6e régiment du génie a pour mission d'appuyer l'engagement de la brigade. Ce qui est le cas pour la légion étrangère, dont les régiments de Génie sont affectés aux Brigades (BLB et BIM), le 1er régiment étranger de génie, à la 6e BLB et le 2e régiment étranger de génie à la 27e BIM.

### Hymne des troupes de marine
L'Armée de terre a de nombreuses formations musicales comme dans les Troupes de marine, chacune disposant de son propre uniforme, de sa propre histoire, et de son propre répertoire.
Composé en 1896 par Paul Cappé, chef de Fanfare de l'Arme à Rochefort, l'Hymne des troupes de marine évoque le passé glorieux des Troupes de marine dans ses sept couplets et ses sept refrains écrits par le général Frey,. Il s'est imposé comme marche officielle. Par tradition il est exécuté, chanté ou écouté au garde à vous.

## Galerie de photos

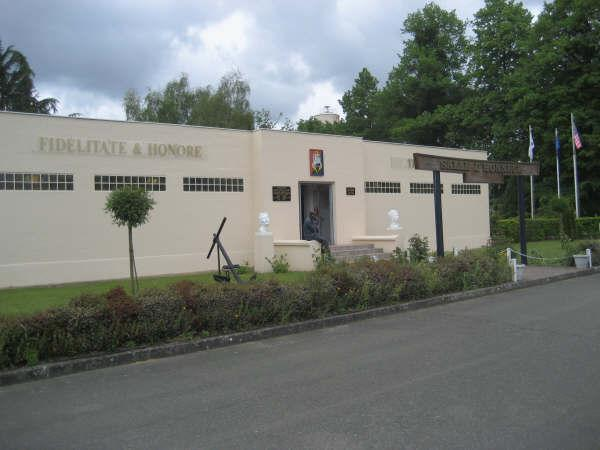
Musée du 2e de marine,
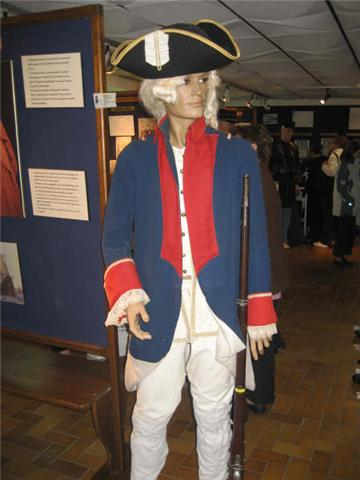
Uniforme des soldats de marine sous Louis XV au Musée du 2e de marine
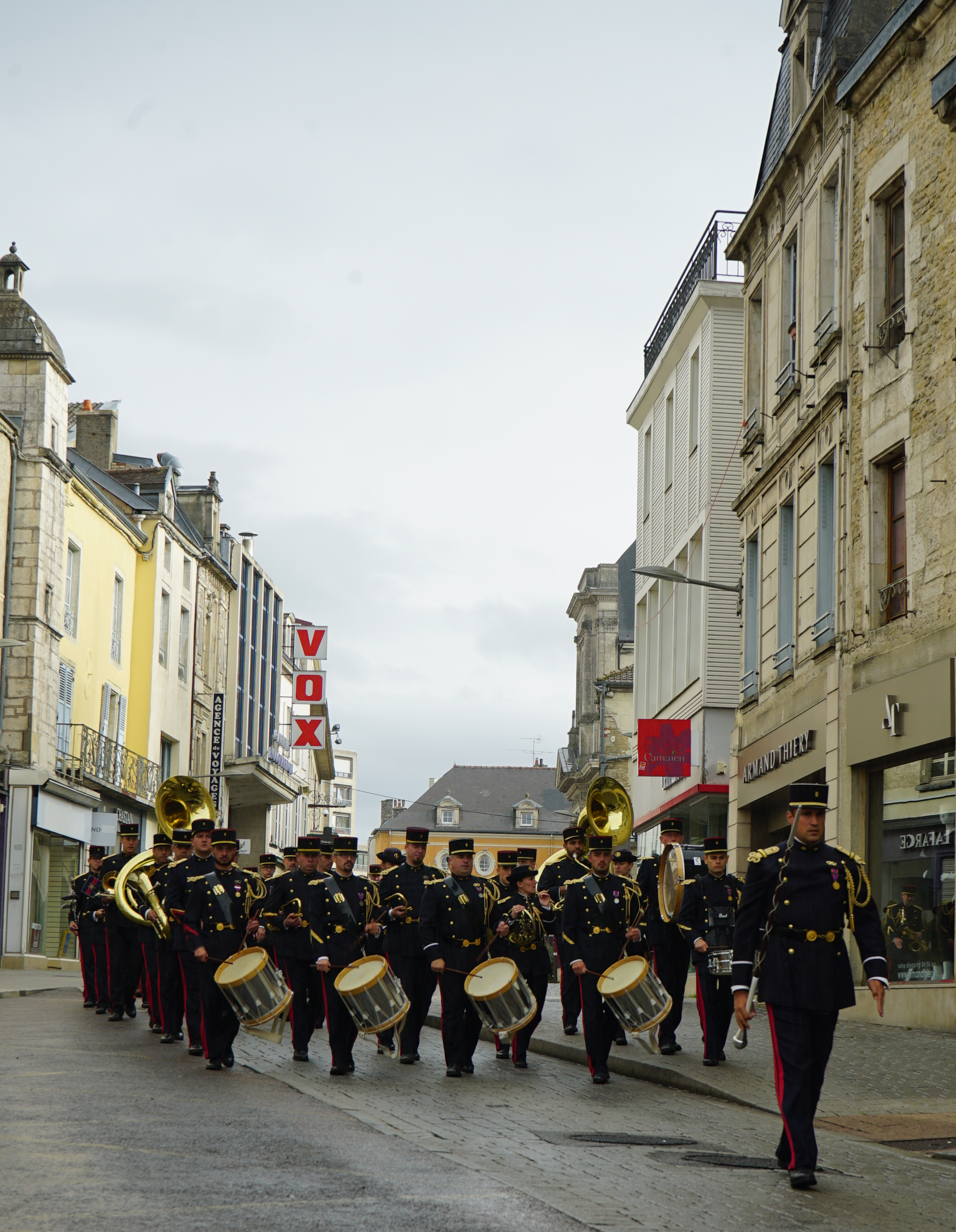
musique des troupes de marine,
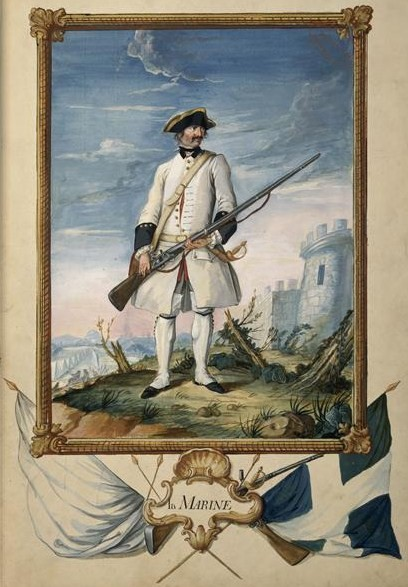
Soldat de marine pendant la guerre de Sept Ans au musée de l'Armée
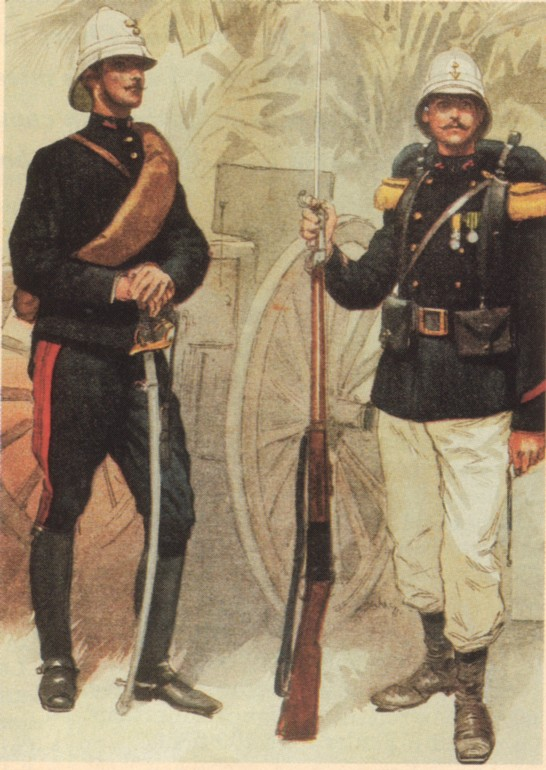
XIXe siècle: Officier et « marsouin »
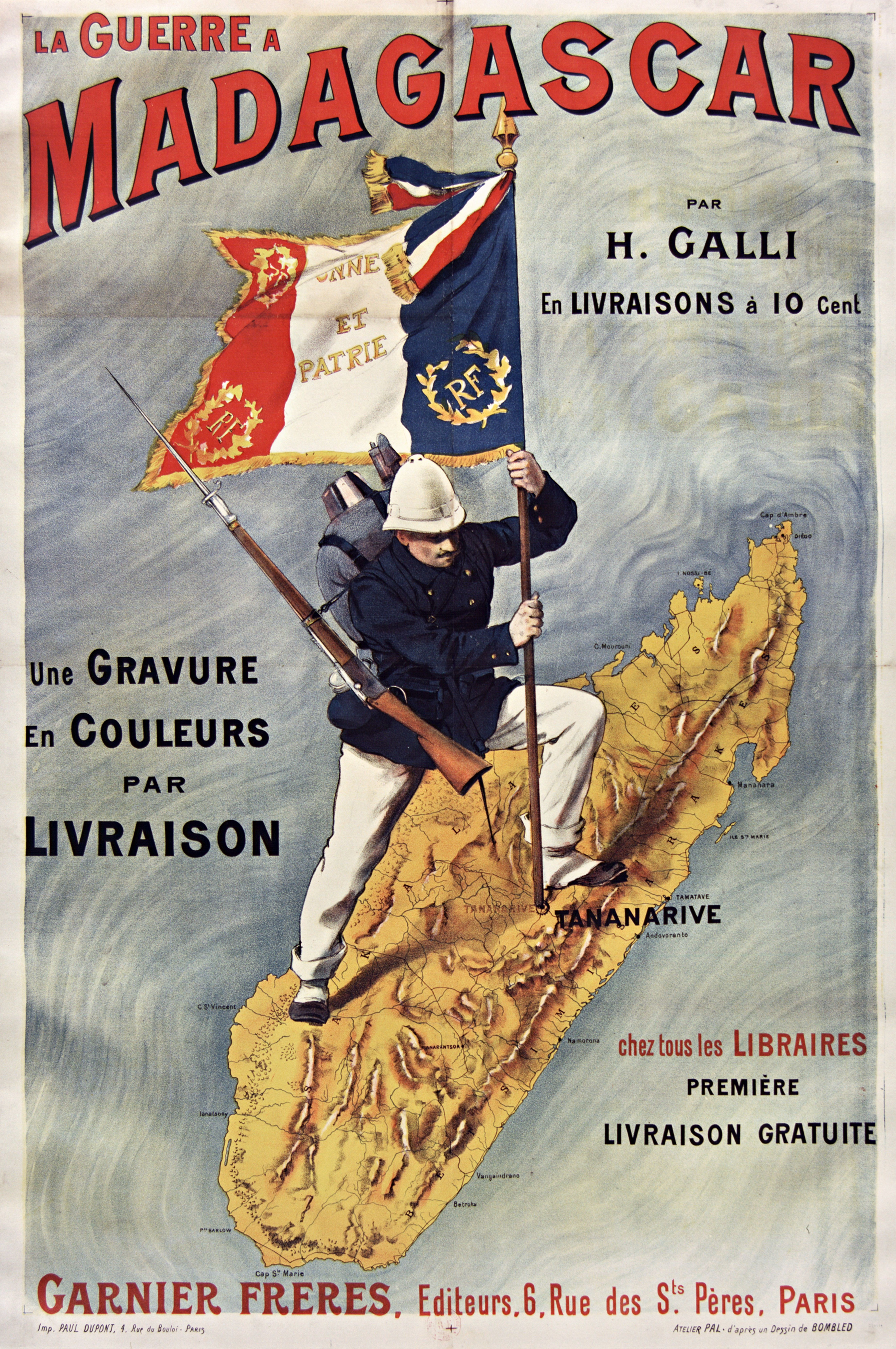
Représentation de la guerre en 1895 à Madagascar
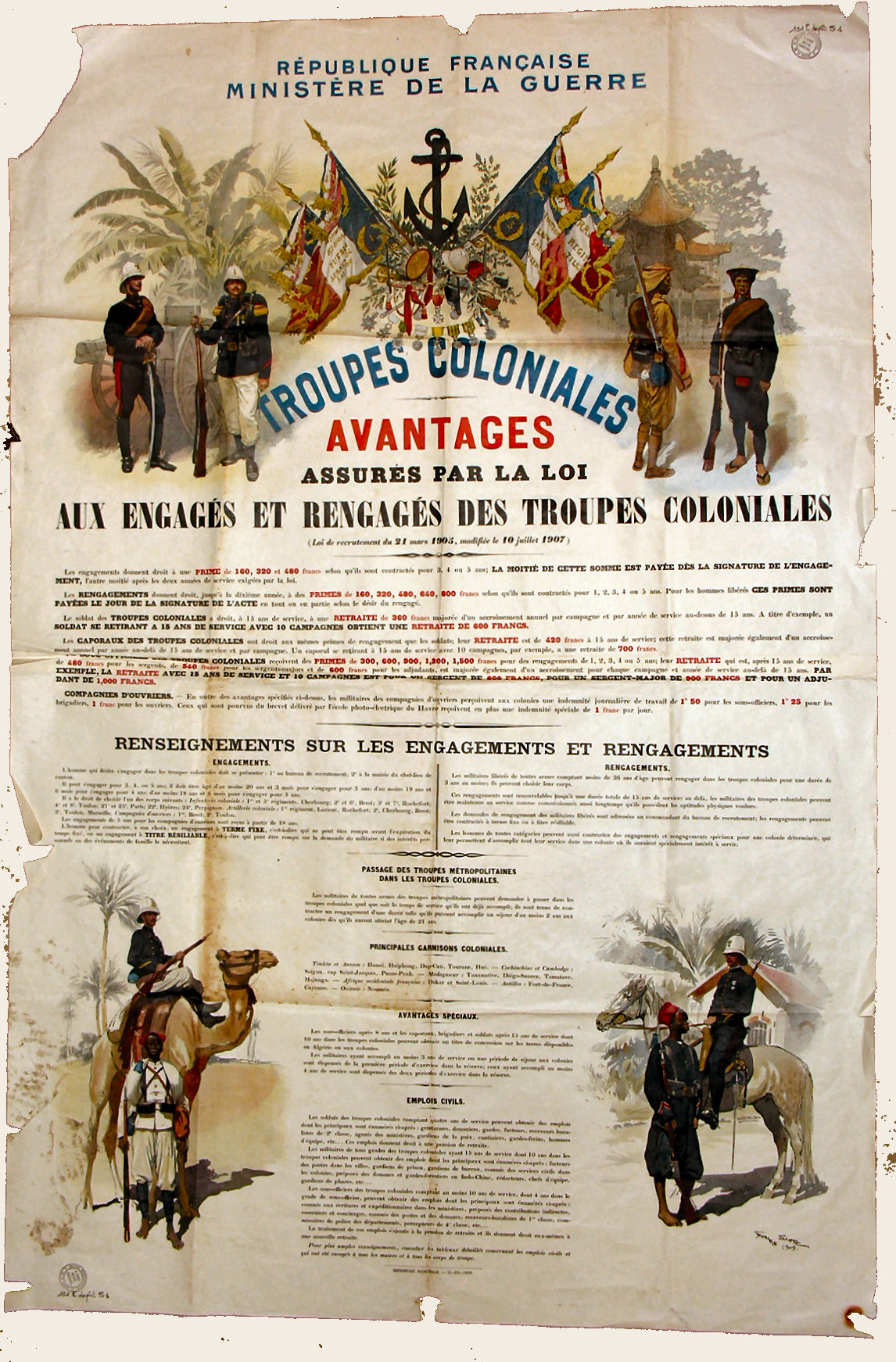
Affiche de recrutement des troupes coloniales
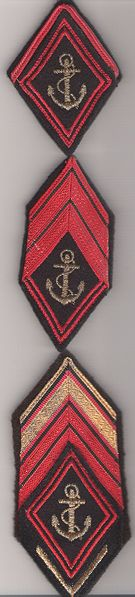
Insigne puis galons de caporal puis caporal-chef des troupes de marine
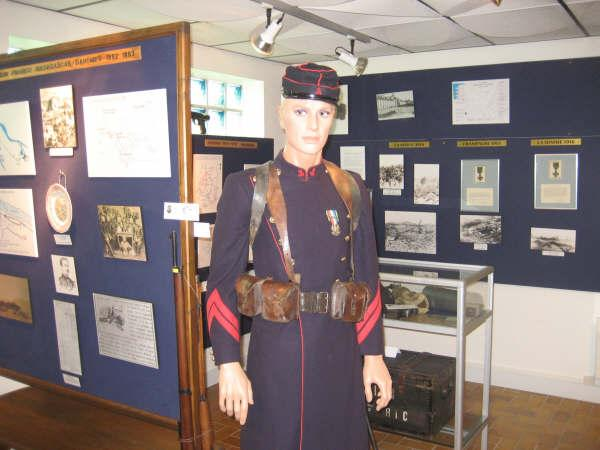
Uniforme de caporal des troupes coloniales de 1870 au Musée du 2e de marine
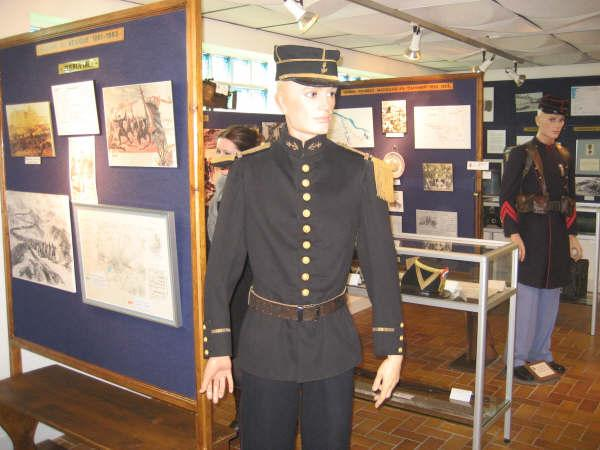
Uniforme d'officier avant 1914 des troupes coloniales au Musée du 2e de marine
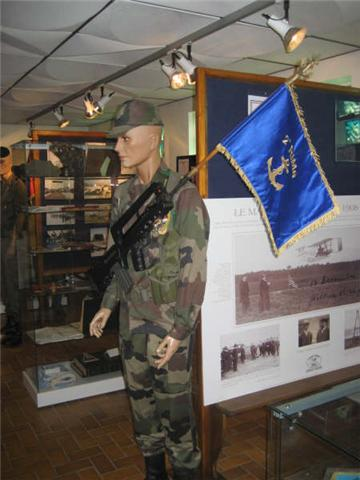
Uniforme des troupes de marine de nos jours au Musée du 2e de marine
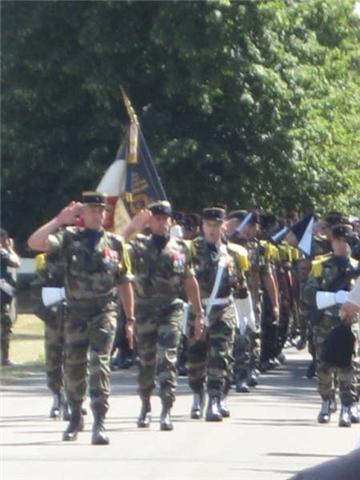
Défilé du 2e de marine avec sa garde du drapeau à la caserne Martin des Pallières en juillet 2008
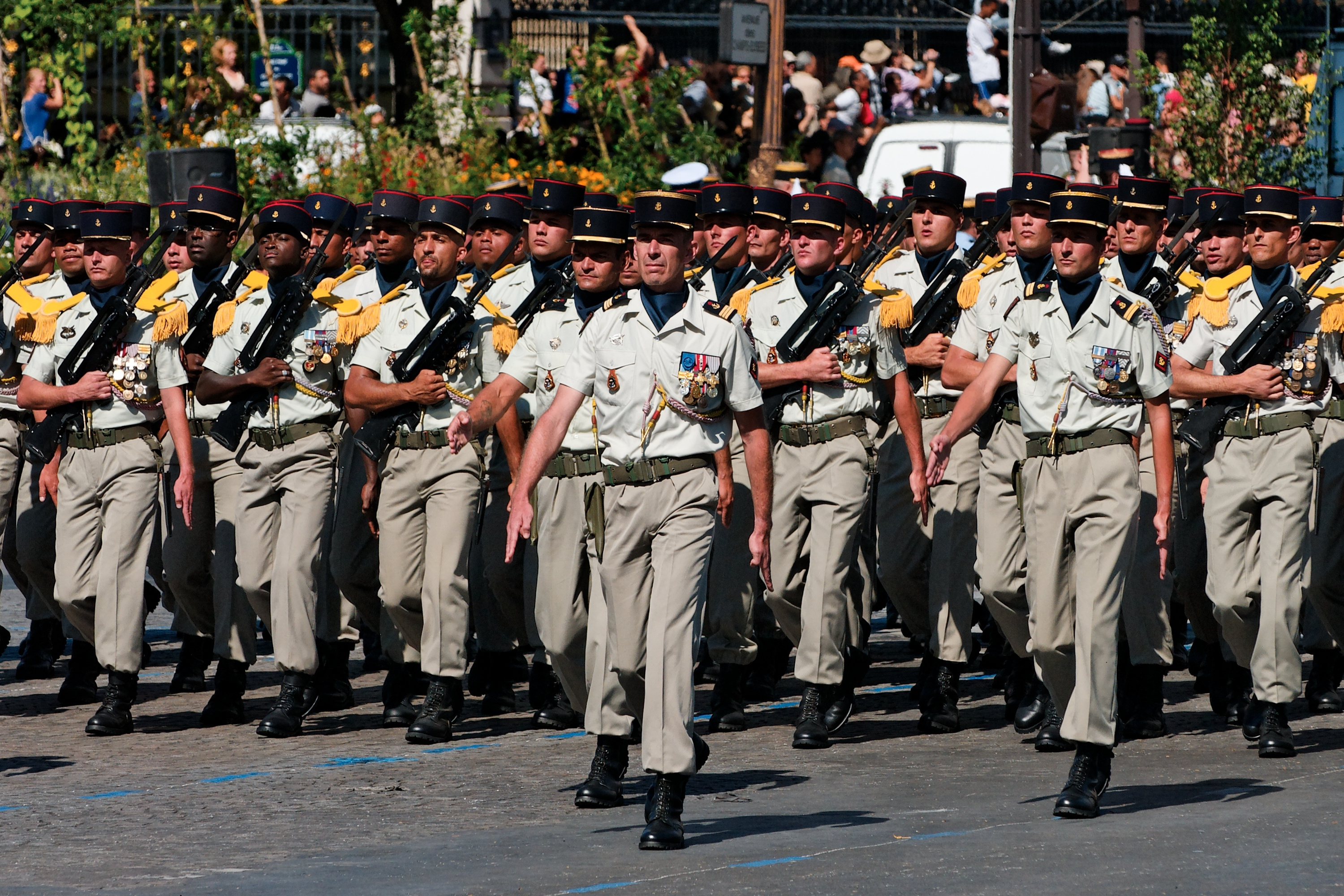
Défilé du 21e de marine le 14 juillet 2008 sur les Champs-Élysées à Paris
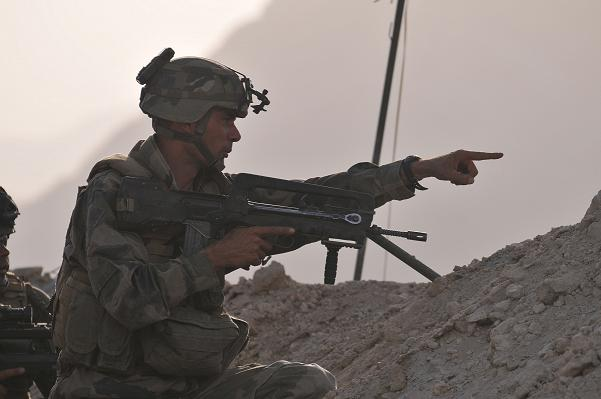
« Marsouin » du groupement tactique interarmes de Kapisa le 13 aout 2009
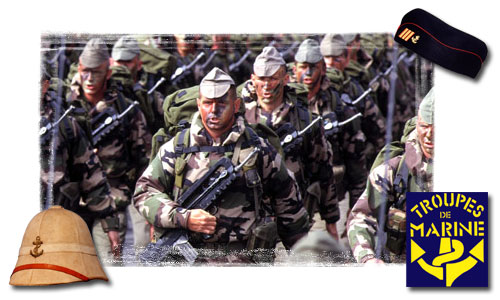
Photo des troupes de marine
Clairon des troupes de marine au Koweït après la Tempête du désert
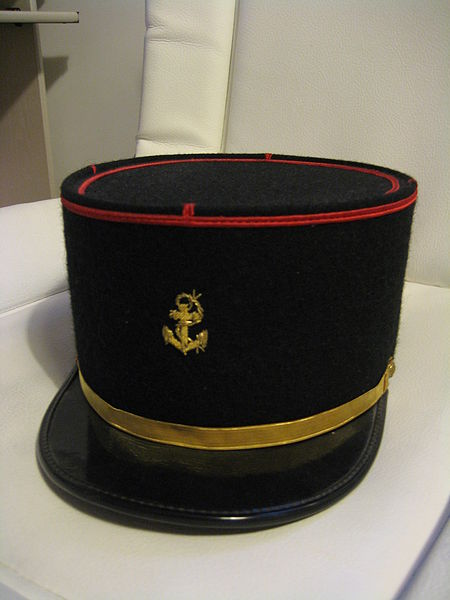
Képi de caporal-chef ou de sergent des troupes de marine
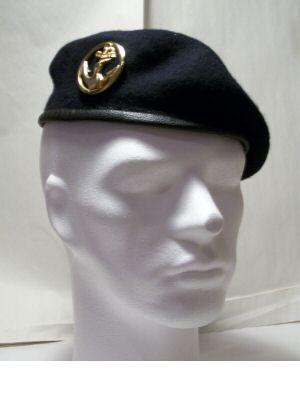
Béret de l'infanterie puis de l'artillerie des troupes de marine
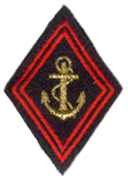
Insigne d'épaule de la cavalerie, des parachutistes et de l'infanterie de marine
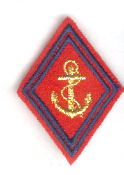
Insigne d'épaule de l'artillerie de marine
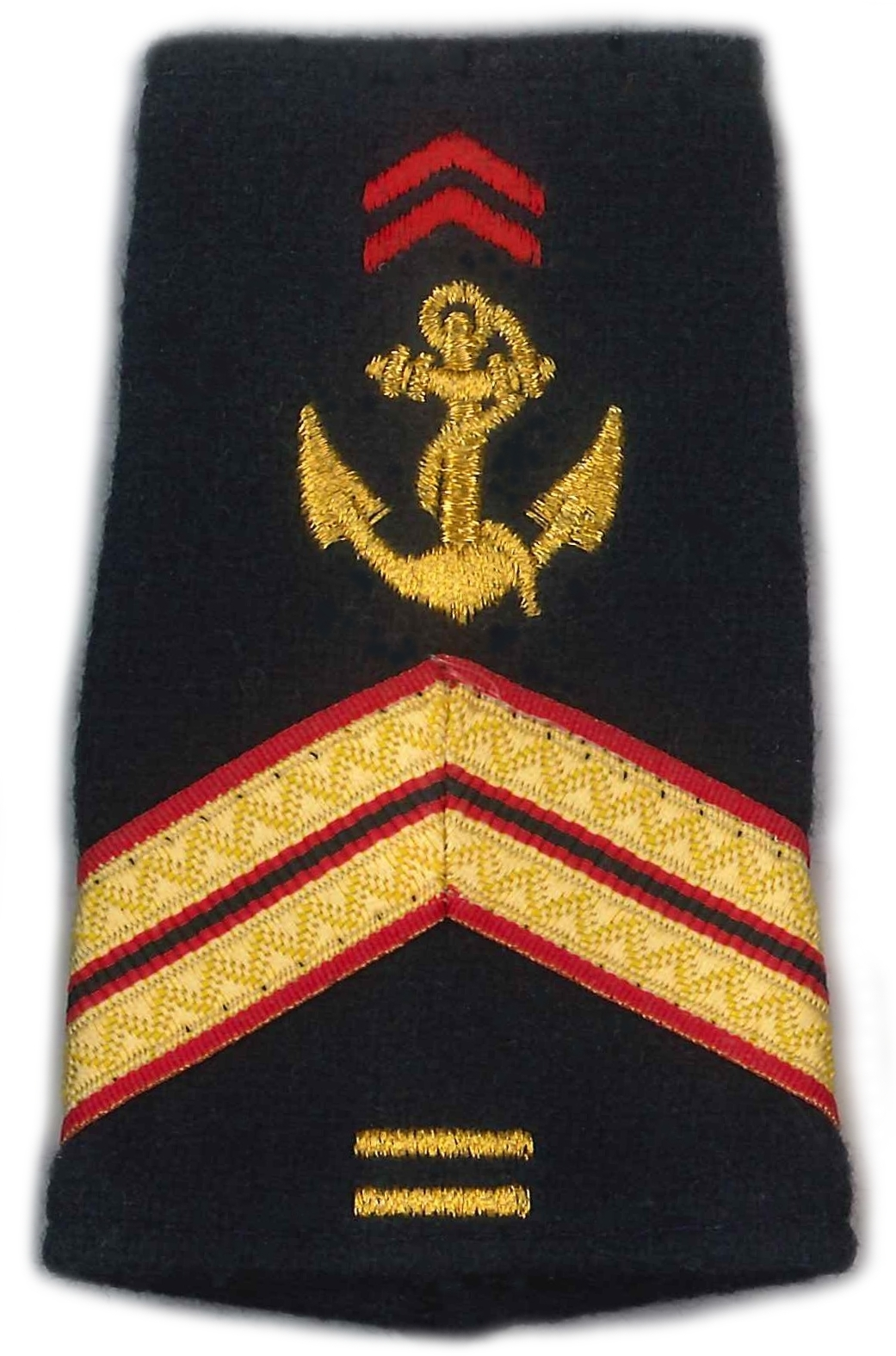
Fourreau d'épaule de sergent des troupes de marine

## Composition

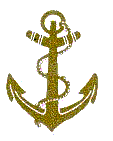
Ancre d'or des troupes de marine.

En 2012, les effectifs sont de 18 000 personnes et représentent 15 % de ceux de l'ensemble de l'Armée de terre.

### En métropole
En France métropolitaine, on compte en 2025 une brigade et onze régiments des troupes de marine :
- La 9e brigade d'infanterie de marine (9e BIMa), stationnée à Poitiers.
- quatre régiments d’infanterie de marine :
  - le régiment de marche du Tchad (RMT), stationné à Meyenheim ;
  - le 2e régiment d'infanterie de marine (2e RIMa), stationné au Mans ;
  - le 3e régiment d'infanterie de marine (3e RIMa), stationné à Vannes ;
  - le 21e régiment d'infanterie de marine (21e RIMa), stationné à Fréjus.
- trois régiments de parachutistes d’infanterie de marine :
  - le 1er régiment de parachutistes d'infanterie de marine (1er RPIMa), stationné à Bayonne ;
  - le 3e régiment de parachutistes d'infanterie de marine (3e RPIMa), stationné à Carcassonne ;
  - le 8e régiment de parachutistes d'infanterie de marine (8e RPIMa), stationné à Castres ;
- deux régiments blindés :
  - le 1er régiment d'infanterie de marine (1er RIMa), stationné à Angoulême ;
  - le régiment d'infanterie chars de marine (RICM), stationné à Poitiers ;
- deux régiments d'artillerie de marine :
  - le 3e régiment d'artillerie de marine (3e RAMa), stationné à Canjuers ;
  - le 11e régiment d'artillerie de marine (11e RAMa), stationné à La Lande d'Ouée.
- trois groupements et un régiment d'instruction :
  - le 1er groupement d'instruction des troupes de marine (1er GITdM) à Coëtquidan ;
  - le 4e groupement d'instruction des troupes de marine (4e GITdM) à Fréjus ;
  - le 11e régiment parachutiste d'instruction et d'entrainement (11e RPIE), héritier du 6e RPIMa à Caylus ;
  - le 22e groupement d'instruction des troupes de marine (22e GITdM) à Angoulême.

- deux compagnies de commandement et de transmissions, héritières du corps des télégraphistes coloniaux :
  - la 9e compagnie de commandement et de transmissions de marine (9e CCTMa) de Poitiers ;
  - la 6e compagnie de commandement et de transmissions de marine (6e CCTMa) de Nîmes, soutenant la 6e brigade légère blindée.

Sont également considérées comme des formations des troupes de marine :
- - l'École militaire de spécialisation de l’outre-mer et l’étranger (EMSOME), organisme de formation et maison mère des TDM, situés à Tours ;
  - le 2e régiment du service militaire volontaire, héritier du 10e régiment d'artillerie de marine, de Brétigny-sur-Orge ;
  - le groupement de recrutement et de sélection Sud-Ouest - 7e régiment d'infanterie de marine (GRS SO - 7e RIMa) de Bordeaux.
  - le 6e régiment du génie, qui fait partie de la 9e BIMa, et dont les origines et les traditions sont communes. Les "sapeurs de marine" du régiment ne sont pas de l'arme des troupes de marine, mais sont "marsouins de cœur" (chant du régiment).

### Outre-mer et étranger
Outre-mer, les huit régiments sont interarmes et regroupent en leur sein toutes les spécialités des troupes de marine citées plus haut, plus des personnels issus du génie et du matériel car ces dernières spécialités ne se trouvent plus aujourd'hui au sein des TDM (voir particularité) :

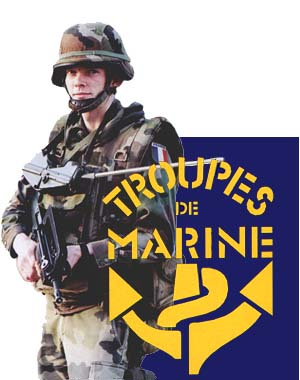
« Marsouin » des troupes de marine.

- Le régiment d'infanterie de marine du Pacifique - Nouvelle-Calédonie (RIMaP-NC) de Nouméa
- Le régiment d'infanterie de marine du Pacifique - Polynésie (RIMaP-P) de Papeete
- Le 2e régiment de parachutistes d'infanterie de marine (2e RPIMa) de Pierrefonds (Réunion)
- Le 9e régiment d'infanterie de marine (9e RIMa) de Cayenne (Guyane française)
- Le 33e régiment d'infanterie de marine (33e RIMa) de Fort-de-France (Martinique) et Baie-Mahault (Guadeloupe)
- Le 5e régiment interarmes d'outre-mer (5e RIAOM) de Djibouti
- Le 6e bataillon d'infanterie de marine (6e BIMa) de Libreville (Gabon)
- Le 43e bataillon d'infanterie de marine (43e BIMa) d'Abidjan (Côte d'Ivoire)

### Service militaire adapté
On compte aussi huit unités de Service militaire adapté (SMA) outre-mer et une en métropole : 3 728 militaires et 81 civils placés hors budget de la Défense. Toutes les unités outre-mer exécutent la même mission principale : faciliter l'insertion dans la vie active des jeunes adultes ultramarins en situation d'échec : Emploi outre-mer, aide à l'insertion et à la qualification professionnelle.
- Le commandement du service militaire adapté, état-major du dispositif, est situé à Paris au sein du ministère des Outre-mer.
- Détachement du service militaire adapté de Périgueux
- RSMA-M de la Martinique (Fort-de-France)
- RSMA-Ga de la Guadeloupe (Baie-Mahault)
- 3e RSMA de Guyane (Cayenne) il fusionne le 15 juillet 2008 avec le RSMA.G
- RSMA-R de la Réunion (Saint-Denis, Saint-Pierre, Hell-Bourg)
- RSMA-G de la Guyane (Saint-Jean du Maroni)
- RSMA-M de Mayotte (Combani)
- RSMA-PF de la Polynésie française (Mahina, Arue, Hiva Oa, Tubuaï)
- RSMA-NC de la Nouvelle-Calédonie (Koumac, Koné)

## Personnalités ayant servi dans les troupes de marine
- Général Henri Bentégeat
- Général Léon de Beylié
- Général Marcel Bigeard
- Général Didier Brousse
- Lieutenant Paul Brunbrouck
- Général Bruno Clément-Bollée
- Maréchal-de-camp Jean Falba
- Général Joseph Gallieni
- Lieutenant-colonel David Galula
- Colonel Michel Goya
- Général Jean-Louis Delayen
- Colonel Bruno Heluin
- Médecin général Pierre Huard, de l'Académie nationale de médecine
- Général Elrick Irastorza
- Colonel Robert Jambon
- Général Lucien Le Boudec
- Général François Lecointre
- Chef cuisinier Thierry Marx
- sergent-chef François Mitterrand
- Général Pierre-Étienne de Perier
- Général Grégoire de Saint-Quentin
- Général Raoul Salan
- Sergent Jean-Philippe Smet
- Général Bernard Thorette
- Général Arthur de Trentinian
- Général Edgard de Trentinian
- Colonel Raymond Dronne
- Caporal-chef Pascal Pelletier

## Sources et bibliographie
- Les troupes de marine 1622-1984, Lavauzelle, 1991,  (ISBN 2-7025-0316-0 et 978-2-7025-0316-4).
- Jean-Marc Lanclume, Les Troupes de Marine : quatre siècles d'histoire, Lavauzelle, 2004.
- Serge Saint-Michel & René Le Honzec, Les Bâtisseurs d'empire Histoire Troupes de marine Tome II 1871-1931.
- Ancien officier supérieur, Les troupes de la Marine et l'armée coloniale devant le pays, L. Baudoin et ce, 1883. Disponible sur Google Livres.
- Arthur Girault, Principes de colonisation et de législation coloniale, L. Larose et L. Tenin, 1907 et suivantes. Disponible sur Google Livres.
- Louis Beausza, La formation de l'armée coloniale, Paris, L. Fournier et cie., 1939.
- (en) Marcel Vigneras, Rearming the French, Office of the Chief of Military History, Dept. of the Army (US), 1957.
- Anthony Clayton, France, Soldiers and Africa, 1988.
- Arnaud Balvay, L'Épée et la plume. Amérindiens et soldats des troupes de la Marine en Louisiane et au Pays d'en Haut, Québec, Presses de l'Université Laval, 2006.
- Troupes de marine - Yves Debay - Histoire et Collections.
- Des troupes coloniales aux troupes de marine. Un rêve d’aventure 1900-2000. Auteurs : Benoit - Rives Champeaux - Deroo.
- Almanach du marsouin 2007 troupes de marine. 200 pages avec des dizaines de photos sur ces unités d'élite de l'Armée de terre.
- Comité national des traditions des troupes de marine, De Bizerte à Sarajevo : les troupes de marine dans les opérations extérieures de 1961 à 1994, Lavauzelle, 1995,  (ISBN 2-7025-0380-2 et 978-2-7025-0380-5).
- CEHD (Centre d'Études d'Histoire de la Défense), Les troupes de marine dans l’Armée de terre. Un siècle d’histoire (1900-2000), Lavauzelle, 2001, 444 p.,  (ISBN 2-7025-0492-2).
- La coloniale du Rif au Tchad 1925-1980 de Erwan Bergot, imprimé en France : décembre 1982, n° d'éditeur 7576, n° d'imprimeur 31129, sur les presses de l'imprimerie Hérissey.
- Le soleil se lève sur nos blessures de « Collectif : Debout marsouins ! », recueil de témoignages de blessés du 3e RIMa.
- Guy Sallat, Bazeilles, la Gloire, le Sang et le Feu, Paris, OD2C, 2016.
- Stephen Smith et Jean de La Guérivière, Requiem pour « la Coloniale », Grasset, 2024.